# Łękwica
Łękwica (Duits: Lankwitz) is een plaats in het Poolse district  Słupski, woiwodschap Pommeren. De plaats maakt deel uit van de gemeente Słupsk en telt 60 inwoners.